# Kramsach
Kramsach  är en ort och kommun i distriktet Kufstein i förbundslandet Tyrolen i Österrike. Den ligger vid floden Inn.
Kommunen består av två ortsdelar (Ortschaften) (inom parentes invånarantal 1 januari 2024):
- Mariatal (1 578)
- Voldöpp (3 442)